# Morne Trois Pitons
El Morne Trois Pitons és un volcà que es troba al centre de Dominica. Amb 1.387 msnm és la segona muntanya més alta de Dominica, després del Morne Diablotins. Es troba dins el Parc Nacional Morne Trois Pitons. La darrera erupció va tenir lloc al voltant de l'any 800 d.C., sense descartar-se petites erupcions posteriors.